# Lingyuan
Lingyuan (凌源 ; pinyin : Língyuán) est une ville de la province du Liaoning en Chine. C'est une ville-district placée sous la juridiction administrative de la ville-préfecture de Chaoyang.

## Démographie
La population du district était de 636 444 habitants en 1999.

## Économie
Língyuán est une ville industrielle et agricole. Cette ville est caractérisée par la production de Lys (Lilies) à bulbe en provenance de Hollande, principalement des lys orientaux qui sont expédiés dans tout le pays. La production est presque artisanale, il existe des centaines de serres gérées par des familles qui produisent des Lys. On trouve aussi une petite production de roses, du Lisianthus pour le compte de sociétés japonaises et quelques autres fleurs. En 2014 on constate d'ailleurs une sur-production de lys qui a de plus en plus de mal à se vendre. Les autorités de la Province recherchent d'ailleurs des alternatives de production.